# Stella Cilento
Stella Cilento là một đô thị (comune) thuộc tỉnh Salerno trong vùng Campania của Ý. Stella Cilento có diện tích 144 km2, dân số là 803 người (thời điểm ngày 1 tháng 4 năm 2009
).